# Alessandro Striggio den yngre
Alessandro Striggio den yngre, född 1573, död den 8 juni 1630. Alessandro var en italiensk librettist, sonen till kompositören Alessandro Striggio. den yngre Striggio är mest berömd för sitt samarbete med kompositören Claudio Monteverdi. Han skrev librettot till Monteverdi's första opera Orfeo (1607), en milstolpe i den tidiga operans historia, och till baletten Tirsi e Clori. Striggio arbetade i Mantua's hov men dog av en farsot under en diplomatisk resa till Wien.